# Carl Bengtsson (politiker)
För 1800-talspolitikern med samma namn, se Carl Isak Bengtsson.
Carl Ludvig Bengtsson, född 14 april 1874 i Köinge socken, Hallands län, död 20 augusti 1942 i Örby, Älvsborgs län, var en svensk lantbrukare och riksdagsledamot (högern).
Bengtsson var bland annat ordförande i Marks härads sparbank. Han var ledamot av riksdagens första kammare från 1930, invald i Älvsborgs läns valkrets.